# Sai xChé?
Sai xChé? è stato un programma televisivo di divulgazione culturale di Rete 4 condotto da Umberto Pelizzari e Barbara Gubellini. Il nome è ispirato al "perché" con cui iniziano le domande proposte dagli spettatori. La prima edizione è stata trasmessa il venerdì in prima serata dall'11 aprile al 13 giugno 2003 per dieci puntate, mentre dal 4 ottobre al 31 dicembre 2004 e dal 3 ottobre 2005 al 3 febbraio 2006 è diventata una trasmissione quotidiana. Il sottotitolo della trasmissione era "Vedere, conoscere e capire il mondo".

## Il programma
La trasmissione, ispirato a una rubrica del periodico Focus, era un contenitore di documentari tratti dagli archivi di televisioni estere BBC, Discovery Channel, Channel 4, National Geographic, Warner Bros. e ZDF. I filmati venivano introdotti da una domanda che iniziava con "Sai perché?", da cui è stato tratto il titolo, nella quale si poneva un quesito sul mondo della scienza e sui suoi misteri irrisolti. I due conduttori rispondevano, di volta in volta, dal posto inerente alla domanda a cui rispondere.
Nel programma radiofonico di Radio 2, Viva Radio 2, il programma è stato parodiato da Fiorello, il quale imita l'uomo di Sai xChé? intento a porre degli improbabili quesiti.